# Acallam na Senórach
Acallam na Senórach ['agaLav na 'ʃenoːrax] („Die Unterredung mit den Alten“), in modernem Irisch Agallamh na Seanórach, ist der Name der umfangreichsten Erzählung im Finn-Zyklus. Das Werk ist zum Teil in Prosa, zum Teil in Versform geschrieben. Zwei nur rudimentär erhaltene Manuskripte, die um 1200 entstanden sind, und vier Bearbeitungen aus dem 13. bis 16. Jahrhundert sind heute noch vorhanden.

## Inhalt
Der irische Nationalheilige Sankt Patrick und seine Begleiter begegnen den uralten Sagenhelden Oisín und Caílte mac Rónáin, beide Nachkommen von Fionn mac Cumhaill (Oisín der Sohn, Caílte der Neffe). Gemeinsam (in einer Version zusammen mit einigen anderen Überlebenden der Fianna) begleiten die greisen Helden den Heiligen auf einer Wanderung durch Irland. Sie erzählen ihm dabei die Sagen und Mythen, die sich an wichtige Orte knüpfen, wobei Caílte der Haupt-Berichterstatter ist. Die meisten Legenden behandeln die Abenteuer Fionns und seiner Fianna bis zur Entscheidungsschlacht bei Gabhra (Cath Gabhra). Diese Einzelerzählungen, die aus ganz verschiedenen Sagenkreisen stammen, werden nur durch die Rahmenhandlung zusammengehalten. Eine ähnliche Strukturierung und Absicht (Macht über das Land durch Kenntnis der Geschichte) wie bei den Dindsenchas ist dabei zu erkennen.